# Les Essards (Charente Marítim)
Les Essards és un municipi francès situat al departament del Charente Marítim i a la regió de la Nova Aquitània. L'any 2007 tenia 565 habitants.

## Demografia

### Població
El 2007 la població de fet de Les Essards era de 565 persones. Hi havia 236 famílies de les quals 64 eren unipersonals (40 homes vivint sols i 24 dones vivint soles), 80 parelles sense fills, 72 parelles amb fills i 20 famílies monoparentals amb fills.
La població ha evolucionat segons el següent gràfic:
Habitants censats

### Habitatges
El 2007 hi havia 272 habitatges, 239 eren l'habitatge principal de la família, 12 eren segones residències i 21 estaven desocupats. Tots els 268 habitatges eren cases. Dels 239 habitatges principals, 193 estaven ocupats pels seus propietaris, 44 estaven llogats i ocupats pels llogaters i 2 estaven cedits a títol gratuït; 2 tenien una cambra, 23 en tenien dues, 39 en tenien tres, 87 en tenien quatre i 88 en tenien cinc o més. 161 habitatges disposaven pel capbaix d'una plaça de pàrquing. A 106 habitatges hi havia un automòbil i a 110 n'hi havia dos o més.

### Piràmide de població
La piràmide de població per edats i sexe el 2009 era:
| Homes | Edats   | Dones |
| ----- | ------- | ----- |
| 0     | 95 o +  | 4     |
| 0     | 90 a 94 | 4     |
| 0     | 85 a 89 | 4     |
| 0     | 80 a 84 | 0     |
| 8     | 75 a 79 | 4     |
| 16    | 70 a 74 | 16    |
| 16    | 65 a 69 | 24    |
| 8     | 60 a 64 | 0     |
| 16    | 55 a 59 | 16    |
| 28    | 50 a 54 | 20    |
| 12    | 45 a 49 | 32    |
| 20    | 40 a 44 | 8     |
| 20    | 35 a 39 | 8     |
| 20    | 30 a 34 | 8     |
| 12    | 25 a 29 | 20    |
| 20    | 20 a 24 | 4     |
| 16    | 15 a 19 | 12    |
| 16    | 10 a 14 | 8     |
| 12    | 5 a 9   | 24    |
| 16    | 0 a 4   | 4     |

## Economia
El 2007 la població en edat de treballar era de 374 persones, 273 eren actives i 101 eren inactives. De les 273 persones actives 248 estaven ocupades (137 homes i 111 dones) i 25 estaven aturades (11 homes i 14 dones). De les 101 persones inactives 46 estaven jubilades, 23 estaven estudiant i 32 estaven classificades com a «altres inactius».

### Ingressos
El 2009 a Les Essards hi havia 254 unitats fiscals que integraven 643 persones, la mediana anual d'ingressos fiscals per persona era de 15.248,5 €.

### Activitats econòmiques
Dels 21 establiments que hi havia el 2007, 1 era d'una empresa de fabricació d'altres productes industrials, 5 d'empreses de construcció, 4 d'empreses de comerç i reparació d'automòbils, 2 d'empreses de transport, 2 d'empreses d'hostatgeria i restauració, 1 d'una empresa d'informació i comunicació, 3 d'empreses immobiliàries i 3 d'empreses de serveis.
Dels 5 establiments de servei als particulars que hi havia el 2009, 1 era un taller de reparació d'automòbils i de material agrícola, 1 paleta, 1 guixaire pintor i 2 electricistes.
L'any 2000 a Les Essards hi havia 22 explotacions agrícoles que ocupaven un total de 960 hectàrees.

## Equipaments sanitaris i escolars
El 2009 hi havia una escola elemental integrada dins d'un grup escolar amb les comunes properes formant una escola dispersa.

## Poblacions més properes
El següent diagrama mostra les poblacions més properes.